# Centro cívico de Santa Rosa
El Centro Cívico de Santa Rosa es la sede de la administración de la Provincia de la Pampa. Un conjunto edilicio que ocupa un predio de alrededor de 9 hectáreas, al este del centro histórico de la ciudad, y fue la primera obra de gran escala proyectada por el reconocido arquitecto argentino Clorindo Testa.
El predio está ocupado por los siguientes edificios: la Casa de Gobierno de la Provincia, la Terminal de Ómnibus y Secretaría de Turismo, la Cámara de Diputados de la Provincia, la Biblioteca de la Cámara de Diputados y el Superior Tribunal de Justicia. En 2012 comenzó la construcción de MEDASUR, un centro cultural.

## Historia
Desde 1935, la Gobernación de La Pampa había funcionado en un edificio en la esquina de las calles Quintana y Pellegrini, en donde funciona actualmente el Palacio de Justicia provincial. Hasta 1952, La Pampa era un Territorio Nacional, y recién en ese año había sido elevada a categoría de Provincia, con lo cual se hizo necesaria la construcción de un conjunto de edificios de escala adecuada y carácter definitivo para alojar a los tres poderes de la nueva provincia, de escaso nivel de poblamiento en esa época.
En 1954, una ley provincial declaraba de interés públicas las 9 hectáreas pertenecientes a Villa Elvira y Villa Santillán, en el límite este de la pequeña ciudad de Santa Rosa. Probablemente existió el interés de desplazar el eje institucional hacia ese sector hasta ese momento suburbano, para expandir el área urbana y valorizar esas tierras. Se encontraban separados por la Ruta 5 que llegaba de Buenos Aires, por lo cual se decidió desviar la carretera y unificar las parcelas, logrando el gran terreno para desarrollar el Centro Cívico, con una ligera pendiente que lo sobreeleva y da protagonismo, rematando la Avenida San Martín.

### 1955: Concurso y construcción

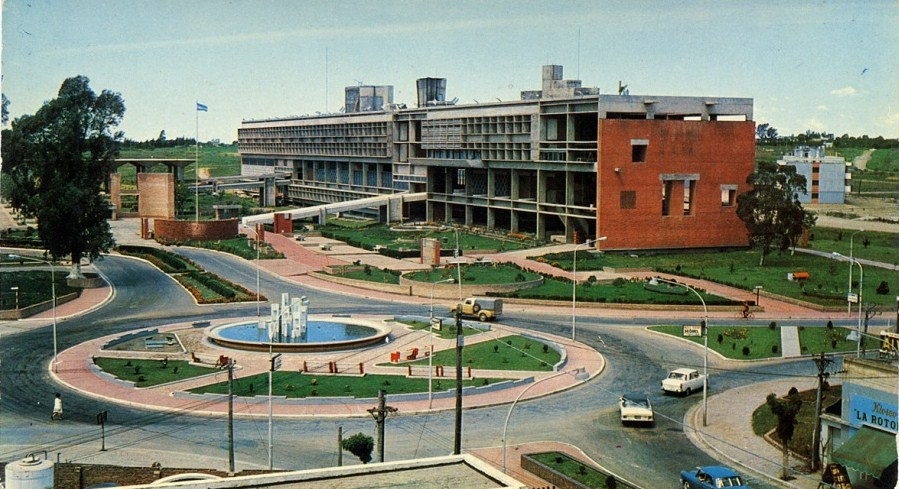
Aspecto original de la Casa de Gobierno (ca. 1965). Hoy luce otros colores.

En 1955, la Sociedad Central de Arquitectos llamaba a concurso de propuestas para el Centro Cívico de la provincia recién nacida. Ese mismo año, el jurado elige como ganador el proyecto de Clorindo Testa, un arquitecto relativamente joven y poco conocido en ese momento, quien había trabajado asociado con Boris Dabinovic, Augusto Gaido y Francisco Rossi. Ese mismo año, un golpe militar derrocaba al presidente Juan Domingo Perón y el inicio de la construcción quedaba en duda.
Las obras comenzaron en 1958, una vez retomado el gobierno democrático, y la firma Mignone y Safar S.A. tuvo a cargo la Casa de Gobierno, mientras TODAM SRL tuvo a cargo la Terminal de Ómnibus y la Plaza Cubierta. Estos dos edificios fueron elegidos para la primera etapa porque se los consideró de mayor importancia y urgencia: la terminal de ómnibus reforzaría el vínculo de la ciudad con Buenos Aires con la nueva ruta pavimentada, y la Casa de Gobierno unificaría los ministerios y otras dependencias, liberando a la Gobernación del pago de alquileres de los edificios dispersos que usaba hasta ese momento para la administración.
Aunque Testa y su equipo también habían previsto el edificio del Poder Legislativo, este primer diseño no fue construido, y en 1963 se inauguraba esta primera etapa del Centro Cívico. También quedaban en el terreno grandes espacios libres para la construcción del Palacio Judicial y la Casa de la Cultura, jamás concretados.

### 1972 y 1981: Ampliaciones

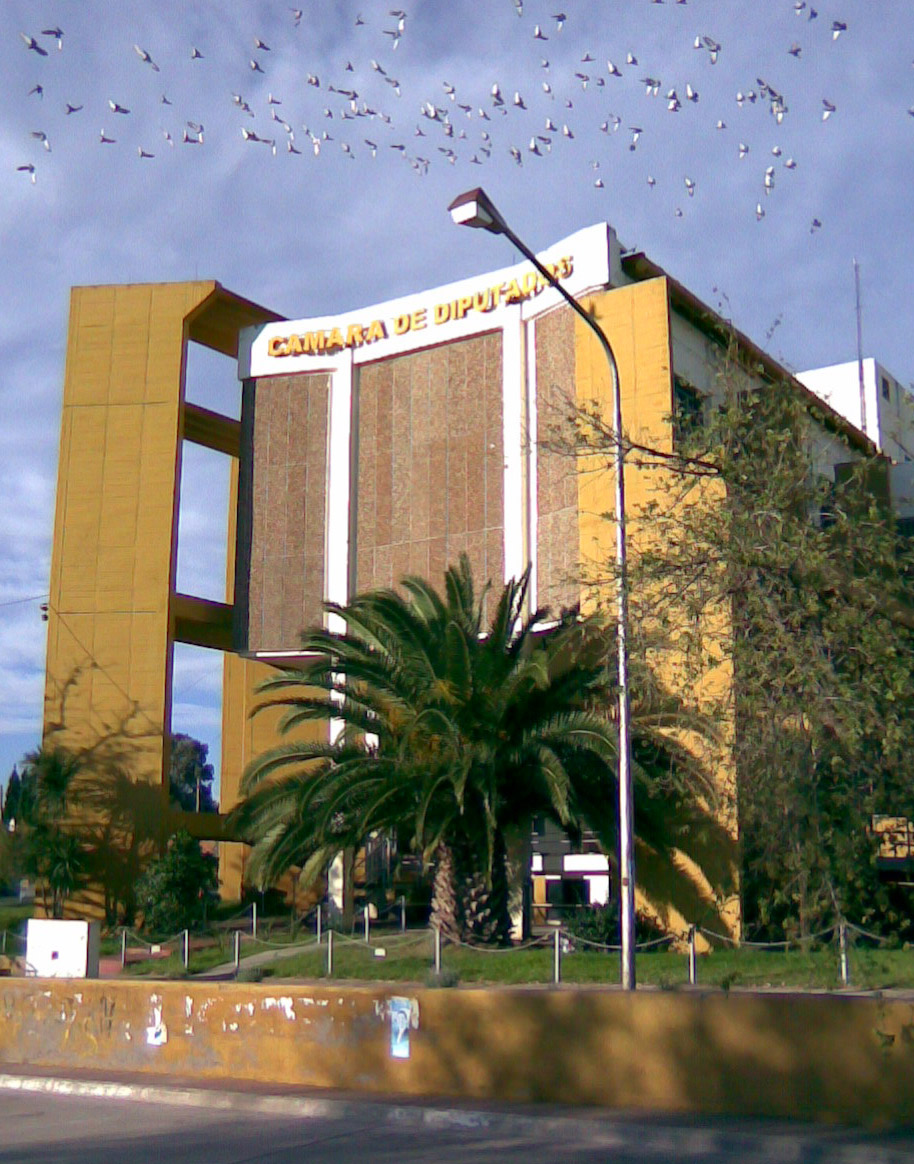
El Palacio Legislativo, terminado en 1976.

Entre 1972 y 1976 se construyó el Palacio Legislativo diseñado por Clorindo Testa, nuevamente asociado con Gaido y Rossi, pero esta vez con la colaboración de Héctor Lacarra. El edificio definitivo había sido diseñado totalmente de cero, ya que no se eligió el proyecto original para la Legislatura que Testa había propuesto en 1955.
En 1981, se llamó nuevamente a concurso para los edificios faltantes que completarían el Centro Cívico: el Palacio de Justicia, la Cámara del Crimen, la Casa de la Cultura con numerosos museos (Histórico, de Bellas Artes y de Artes Decorativas), el Archivo Provincial, un teatro, un microcine y la Dirección de Cultura; y además se realizaría una ampliación de la Casa de Gobierno con un edificio anexo. Testa fue una vez más el elegido, ahora acompañado solamente por Lacarra y Rossi; decidiendo esta vez no respetar tanto la disposición de los edificios ya existentes, al proponer un conjunto de edificios de forma irregular y dispuestos en un eje diagonal con respecto a lo ya construido. Todo el conjunto quedaría unido por una serie de pasarelas cubiertas. Sin embargo este amplio y ambicioso proyecto quedó trunco tanto por conflictos económicos como políticos.

### 2006: Biblioteca

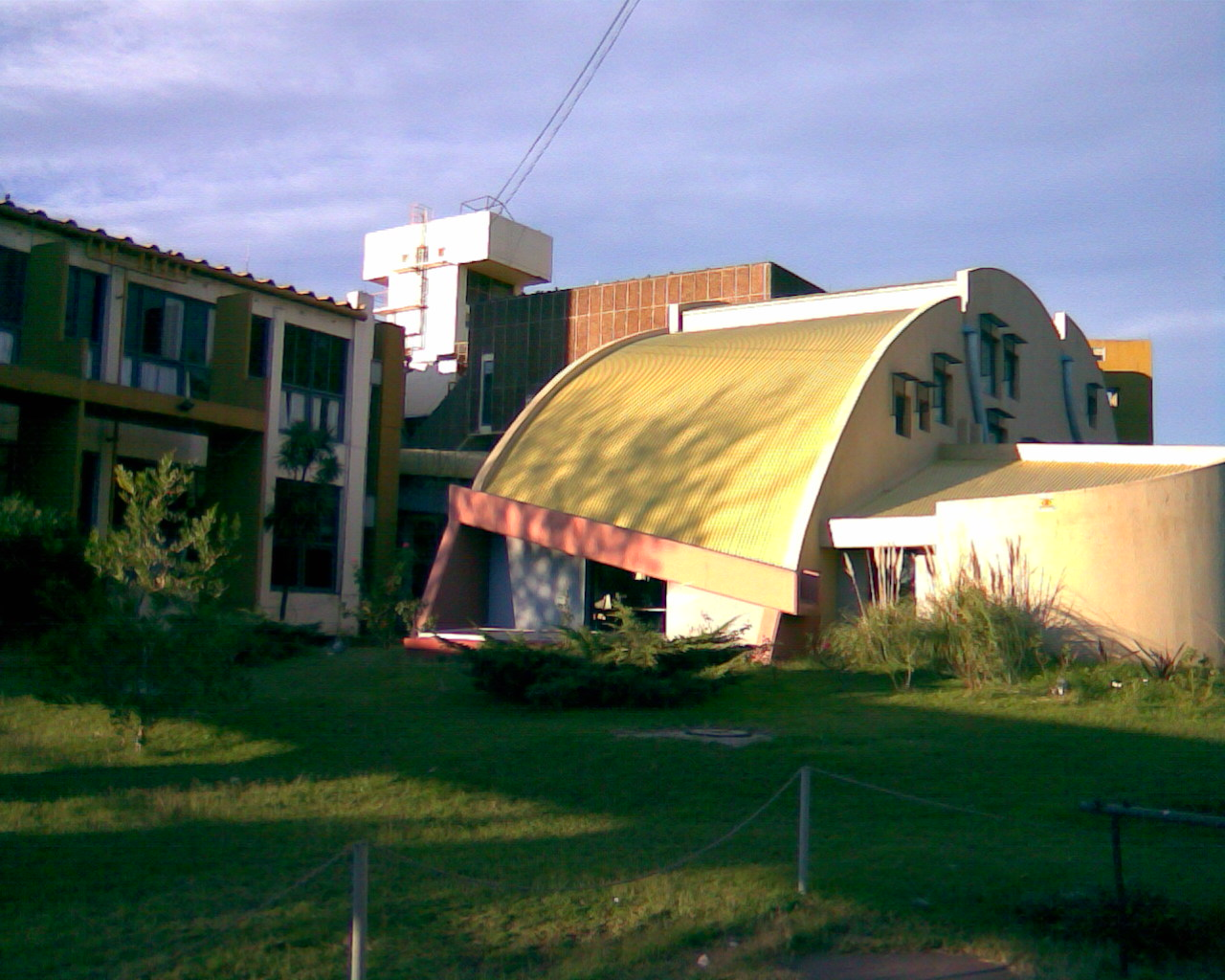
La pequeña Biblioteca de la Cámara de Diputados.

En 2004, se llamó a un pequeño concurso de arquitectura para la Biblioteca de la Cámara de Diputados de La Pampa. Con su personal y reconocible estilo, Clorindo Testa fue el ganador casi previsible, con sus 81 años y esta vez asociado con el arquitecto local Miguel García. Esta biblioteca anexa al Palacio Legislativo e inaugurada en 2006, es un edificio de escala pequeña, forma escultural lúdica y colores vivos, vista por la crítica como “un armadillo gigante”.

### 2012: MEDASUR
En 2011 el Gobierno de la Provincia licitó la construcción de MEDASUR, el Multi Espacio de Arte del Sur, un nuevo centro cultural para Santa Rosa, ubicado en el espacio en donde Clorindo Testa había imaginado un edificio cultural ya en su proyecto nunca construido de 1981.
En 2010, la Provincia había inaugurado en General Pico el MEDANO (Multi Espacio de Arte del Norte). El MEDASUR chocó con la oposición de distintos sectores, ya que se construiría en un terreno adonde se encontraba el Parque infantil “Caídos en Malvinas”, y la obra comenzó en 2012 a cargo de ILKA Construcciones (Santa Rosa, L.P.), sin contar con autorización municipal. A pesar de las denuncias penales, la obra avanzó.
En el nivel planta baja funcionarán los sectores de mayor accesibilidad del público, interconectados por una espina de circulación que se integrará a Sala de Exposiciones para obras pictóricas y/o escultóricos, un bar temático con sala de lectura y el área comercial con un sector de ventas de obras de artistas pampeanos y como remate el ingreso al auditorio de 400 personas. Se complementará con el volumen de la curatoría y depósito de obras de arte. En el primer nivel, de sectores de administración, de dirección y la unión con un puente del espacio donde se realizarán ediciones y videoteca. Al acceder al segundo nivel se encontrarán las aulas-taller donde se podrán tomar o dar cursos de arte. En este nivel existirá una nueva interconexión interior-exterior por medio de una terraza pergolada de actividades al aire libre.

## Descripción
Cuando Clorindo Testa presentó su propuesta para la primera etapa del Centro Cívico en 1955, destacó que la característica de Santa Rosa era la fuerte horizontalidad, tanto en sus construcciones bajas como en su entorno natural de llanura y pastizal sin accidentes geográficos. El nuevo centro cívico actuaría en el borde de la pequeña ciudad, ya que mientras hacia el oeste se extendía Santa Rosa, al este se encontraba el paisaje pampeano y su extensión sin límites.

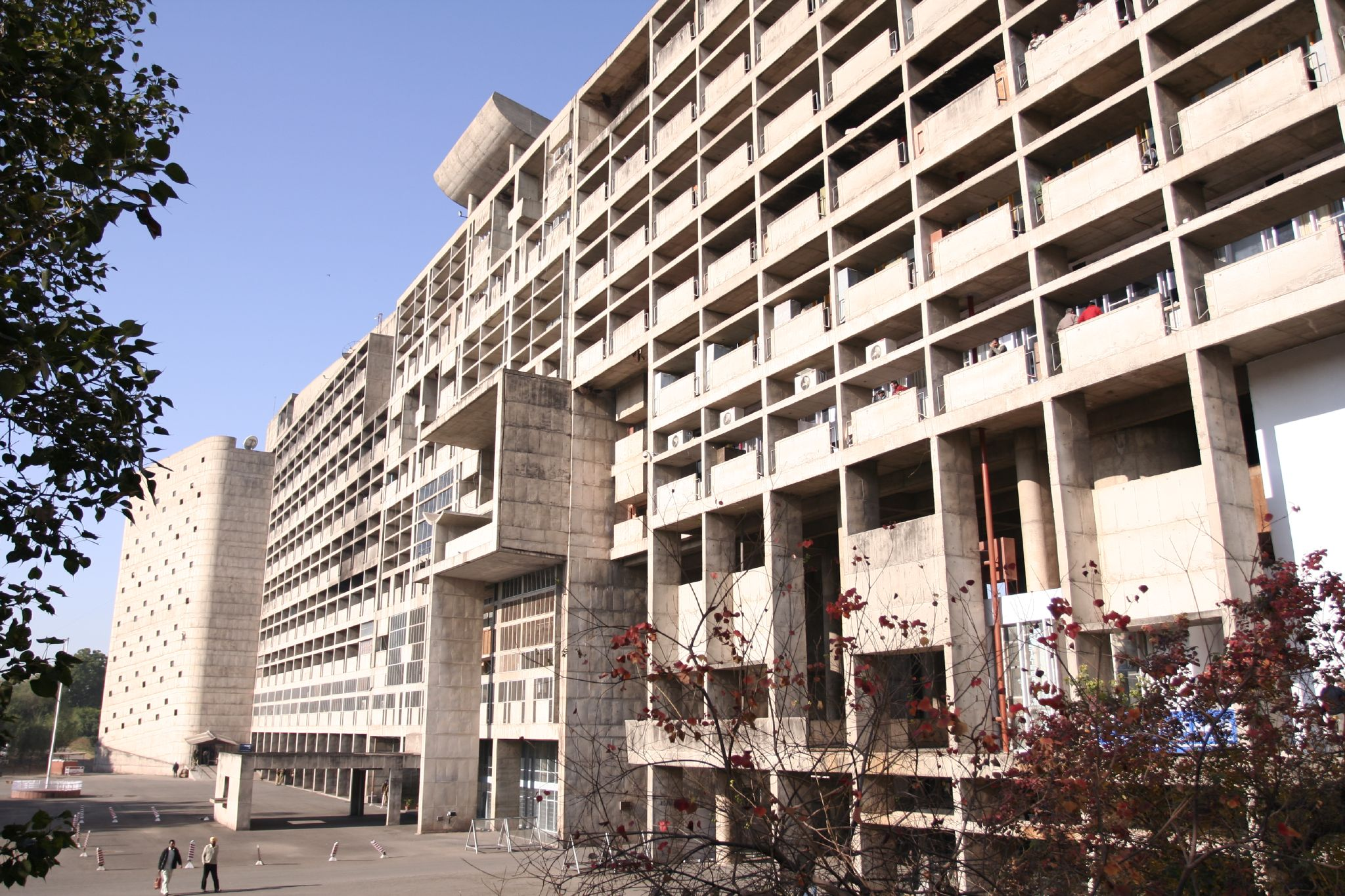
Secretariado de Chandigarh de Le Corbusier, fuente de inspiración para Testa.

Elegido el anteproyecto de Testa, se asoció con Dabinovic, Gaido y Rossi para reajustar el proyecto y reducir la superficie en 6000 m², tanto por razones presupuestarias como para evitar el aumento de la burocracia estatal. Aprovechando el médano sobre el cual el terreno se alzaba frente a Santa Rosa, se lograba una transición en la cual el edificio de la Casa de Gobierno surgiría desde la pendiente.
Para este edificio, se eligieron materiales sencillos y económicos, como el hormigón armado a la vista y ladrillos de diversos tipos, utilizados de distintas maneras para crear juegos de luz y sombras, así como otros elementos que brindan texturas y variedad a lo largo de los 180 metros de fachada que posee la Casa de Gobierno. Se percibe una fuerte influencia del brutalismo que impulsaba Le Corbusier en los años '50, y no es difícil encontrar similitudes entre el edificio de Testa y el Secretariado de Chandigarh proyectado por el maestro suizo: el uso del hormigón, los brise-soleils de hormigón modulando la fachada y los juegos de texturas, luz y sombra, hermanan ambos edificios.
El subsuelo, semi-enterrado, engloba tanto un garage semi-cubierto, como la biblioteca, el salón de actos, el tesoro de la sucursal bancaria, diversas oficinas y los halls de acceso para público general y para ministros, por separado. En la planta principal, a la cual se accede desde dos rampas de hormigón armado se encuentran los siguientes niveles de los halls de acceso público y de ministros, la mesa de entradas, el hall de honor del Gobernador, y el sector público de la sucursal bancaria. Finalmente, en el nivel superior, los despachos de Gobernador y ministros, oficinas administrativas y balcones y terrazas abiertos.
En cuanto a la Terminal de Ómnibus, fue concebida como un techo único formado por “paraguas” de hormigón armado con cubierta en forma de paraboloide hiperbólico, con solo seis plataformas originalmente (luego sería ampliada). Bajo esta cubierta y por separado, un bar, salas de esperas cerrada y abierta para pasajeros, baños públicos, boleterías, miradores para vigilancia y kioscos de revistas.
Junto a la Casa de Gobierno, una plaza cubierta repetía los paraguas de hormigón armado, que se pensaban extender sobre los senderos que unirían con el Palacio Legislativo y los futuros edificios. Esta idea no fue concretada, aunque con ejemplares traídos desde la dependencia del INTA en Anguil, una localidad cercana, se realizó la parquización del predio.
El Palacio Legislativo, terminado en 1976, presenta una estética distinta a la de los edificios anteriores, con una fuerte influencia de la arquitectura postmodernista que estaba en boga por esos años. Ventanas semicirculares, granito rosa en las fachadas, y una “estética de la máquina” que se diferencia de la Casa de Gobierno, con un desarrollo mucho menos horizontal. Sin embargo, los brise-soleils de hormigón armado en la fachada norte establecen una identidad común entre ambos.
En cambio, la Biblioteca de la Cámara de Diputados inaugurada en 2006 rompe completamente con la imagen del conjunto, ya que fue diseñada por Testa como un elemento independiente, conectado mediante una pasarela con la Legislatura. Con su cubierta curva que le da la forma de armadillo, posee una serie de ventanitas cuadradas dispuestas de forma aleatoria, y su fachada es recorrida por una serie de tubos metálicos (de desagüe), todo pintado en una gama pastel de colores celeste, rojo, amarillo y violeta.
En el subsuelo se distribuyeron tanto los depósitos de libros como la sala de lectura para investigadores y el sector para restauración de libros. En la planta baja, la sala principal de lectura con un sector especial para niños y la posibilidad de realizar exposiciones artísticas, y un entrepiso desde donde parte la pasarela hacia la Cámara de Diputados.